# Judite de Flandres
Judite de Flandres ou Judite de França (em em francês:  Judith; Orleães, 844 – Auxerre, após 870) era a filha mais velha do Rei franco ocidental e mais tarde Imperador do Sacro Império Romano, Carlos, o Calvo e de sua esposa Ermentrude de Orleães. Através de seus casamentos com dois reis de Wessex, Etelvulfo e Etelbaldo, ela foi duas vezes rainha do país. Os seus dois primeiros casamentos não resultaram em filhos, mas, através do seu terceiro casamento com Balduíno, ela tornou-se a primeira Condessa da Flandres e uma ancestral dos posteriores Condes da Flandres. Um de seus filhos com Balduíno, era casado com Elfrida de Wessex, filha do irmão de Etelbaldo, Alfredo, o Grande.
Ela também foi uma antepassada de Matilde de Flandres, consorte de Guilherme, o Conquistador, e, portanto, dos monarcas posteriores de Inglaterra.

## Rainha de Wessex
Em 855, o rei Etelvulfo de Wessex fez uma peregrinação a Roma, e no seu caminho de regresso em 856 permaneceu na corte do Rei Franco Ocidental, Carlos, o Calvo. Em julho, Etelvulfo envolveu-se com a filha de Carlos, Judite, que não tinha mais de catorze anos, enquanto Etelvulfo teria cerca de 50 anos de idade, e em 1 de Outubro 856 eles se casaram em Verberie, no norte da França. O casamento era uma aliança diplomática. Os dois homens sofriam ataques viquingues, e para Etelvulfo o casamento tinha a vantagem de associar-lhe o prestígio carolíngio. Em Wessex não era habitual as esposas dos reis serem tratadas por rainhas, mas Carlos insistiu que sua filha seria coroada rainha.
O casamento provocou uma rebelião do filho mais velho sobrevivente de Etelvulfo, Etelbaldo, filho de Osburga, provavelmente porque este temia o seu afastamento devido ao nascimento de um meio-irmão. No entanto, pai e filho negociaram um compromisso segundo o qual Etelvulfo recebia os distritos do leste do reino e Etelbaldo os ocidentais. Não se sabe se isso significou que Etelvulfo ficou com Kent e Etelbaldo com Wessex, ou se a própria Wessex foi dividida.
Judite não teve filhos com Etelvulfo, que morreu a 13 de janeiro 858. Foi sucedido por Etelbaldo, que se casou com Judite, sua madrasta, provavelmente para melhorar a sua situação, porque ela era a filha do Rei dos Francos Ocidentais. O casamento foi condenado por Asser no seu Vida de Alfredo, o Grande:
Assim que o rei Etelvulfo morreu, Etelbaldo, seu filho, contra a proibição de Deus e a dignidade cristã, e também contrário à prática de todos os pagãos, assumiu o casamento-cama de seu pai e se casou com Judite, filha de Carlos, Rei dos francos, incorrendo em grande desgraça de todos os que ouviram falar dele.
Judite ainda não tinha filhos quando Etelbaldo morreu em 860, após um reinado de dois anos e meio.

## Envolvimento com Balduíno da Flandres
Após a morte de Etelbaldo, Judite vendeu as suas propriedades em Wessex e voltou para França. De acordo com os "Annales Bertiniani", o seu pai mandou-a para o Mosteiro de Senlis, onde ela permaneceria "sob sua proteção e real tutela episcopal, com toda a honra devida a uma rainha, até que, se ela não podia permanecer casta, ela poderia se casar da maneira que é adequada e legal ". Presumivelmente, Carlos pode ter tido a intenção de organizar um outro casamento para a sua filha. No entanto, por volta do Natal de 861, Judite fugiu com Balduíno, mais tarde conde de Flandres. Os dois foram casados provavelmente no mosteiro de Senlis nesse momento. O registro do incidente nos Anais retrata Judite não como vítima passiva de roubo de noiva, mas como um agente ativo, fugindo por instigação de Balduíno e, aparentemente, com o consentimento de seu irmão Luís, o Gago.

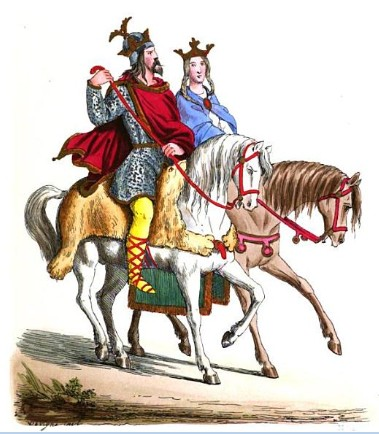
Representação do século XIX de Judite e seu marido Balduíno I.

Sem surpresa, o pai de Judite ficou furioso e ordenou aos seus bispos a excomunhão do casal. Mais tarde, eles fugiram para a corte do primo de Judite, Lotário II da Lotaríngia, para proteção, antes de irem ao Papa Nicolau I defender o seu caso. O Papa tomou a ação diplomática e pediu ao pai de Judite para este aceitar a união como juridicamente vinculativa e acolher o jovem casal no seu círculo - o que, em última análise foi o que ele fez. O casal então voltou para França e foi oficialmente casado em Auxerre em 863.

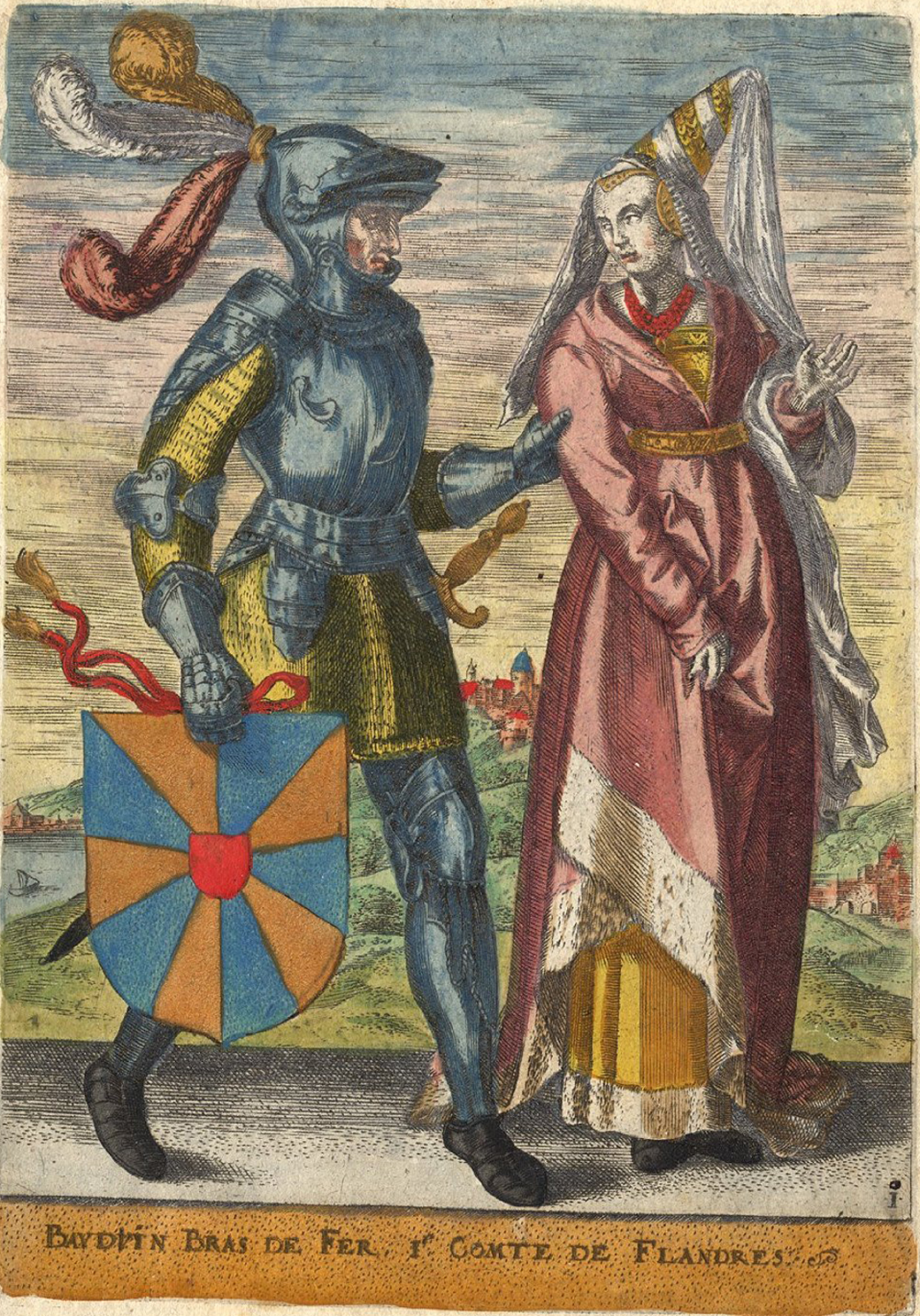
O conde e a condessa numa gravura presente na obra Les Memoires De La Suitte De L'Histoire De Nostre Tem de Estienne Richier.

A Balduíno foi dada a terra diretamente a sul do rio Scheldt, ou seja: o País da Flandres (embora uma área de tamanho menor do que o município que existia na Alta Idade Média) para repelir os ataques viquingues. Embora seja muito discutido entre os historiadores sobre se o rei Carlos fez isso na esperança de que Balduíno seria morto nas batalhas que se seguiram com os Viquingues, Balduíno geriu a situação muito bem. Balduíno conseguiu sufocar a ameaça viquingue, expandiu tanto o seu exército como o seu território rapidamente, e tornou-se um defensor fiel do rei Carlos. A Marcha de Balduíno passou a ser conhecida como o Condado da Flandres e viria a ser um dos principados mais poderosos da França. Judite ainda vivia em 870.

## Descendência
Do seu terceiro marido, Balduíno I da Flandres, os filhos de Judite foram:
- Carlos (nasceu após 863 - morreu jovem)- nomeado a partir do pai de Judite, Carlos, o Calvo
- Balduíno II - (864/866-918) - sucedeu ao seu pai como Conde da Flandres. Casou com Elfetrita, filha de Alfredo, o Grande.
- Raul - (869-896). Tornou-se Conde de Cambrai por volta de 888, e foi morto por Herberto I de Vermendois em 896.